# Paunküla
Paunküla (est. Paunküla veehoidla) je umjetno jezero u Estoniji, smješteno u okrugu Harju na sjeveru države. Nalazi se južno od glavnog grada Tallina. 
Jezero je nastalo 1960. godine na rijeci Pirita. Površina jezera iznosi 420,2 ha, a jezerski otoci zauzimaju površinu 31,4 ha. Prosječna dubina je 3,7 metara.
Jezero je vrlo bogato ribljim vrstama (štuka, crvenperka, smuđ, deverika, jegulja, linjak i druge). Uz jezero žive brojne ptice močvarice.

## Vanjske poveznice
|  | Zajednički poslužitelj ima još gradiva o temi Paunküla |